# Хеоти
Хеоти (груз. ხეოთი) — село в Грузии, на территории Ахалцихского муниципалитета края (мхаре) Самцхе-Джавахети.

## География
Село находится в южной части Грузии, на правом берегу реки Хеотисцкали (бассейн Куры), на расстоянии приблизительно 12 километров (по прямой) к юго-востоку от города Ахалцихе, административного центра муниципалитета. Абсолютная высота — 1371 метр над уровнем моря.

## Население
По результатам официальной переписи населения 2014 года, в Хеоти проживало 255 человек (132 мужчины и 123 женщины). В национальной структуре населения грузины составляли 99,6 %, армяне — 0,4 %.
| Год  | Население, человек |
| ---- | ------------------ |
| 2002 | 312                |
| 2014 | ↘ 255              |